# Sesbania dummeri
Sesbania dummeri är en ärtväxtart som beskrevs av Edwin Percy Phillips och John Hutchinson. Sesbania dummeri ingår i släktet Sesbania och familjen ärtväxter. Inga underarter finns listade i Catalogue of Life.